# 張思明
张思明（1260年—1337年），字士瞻，辉州人，元朝政治人物。

## 生平
至元十九年（1282年），由侍仪舍人辟御史台掾，后为尚书省掾。元贞元年（1295年）为中书省检校，户部主事。大德年间，为左司都事。大德十年（1306年）任江浙行省左右司郎中。至大三年（1310年）任两浙盐运使。入参议枢密院事，改中书省左司郎中。皇庆元年（1312年），复为两浙盐运使。次年为户部尚书。延祐元年（1312年）参议中书省事。三年，为中书参知政事。元仁宗时，依附权臣哈散，为中书左丞。元英宗时依附铁木迭儿。拜住为左丞相，张思明免官。天历元年（1328年），为江浙行省右丞。当时陕西饥荒，中书省让江浙盐运司一年课税十万锭赈济，当时课税已经交到中央，张思明把下年还没有上交的十万锭送到陕西。次年为中书左丞。在慈仁殿向元文宗奏选贤任能、安民定国之道。后年老辞官。元惠宗至元三年（1337年）卒，年七十八岁。谥号贞敏。

## 评价
张思明不畜财，有钱购书三万七千卷。和谢仲和、曹鼎新被誉为三绝。

## 传記資料
- 《元史》列传第六十四
- 《新元史》 列传第一百四